# Het Beernems Beertje
Het Beernems Beertje is een standbeeldje dat uitgestald staat op de tafel van de neogotische zaal in het gemeentehuis van de Belgische gemeente Beernem. Hoewel het beeldje sprekend op een leeuw lijkt, staat het in Beernem zelf bekend als het Beernems beertje.

## Afmetingen

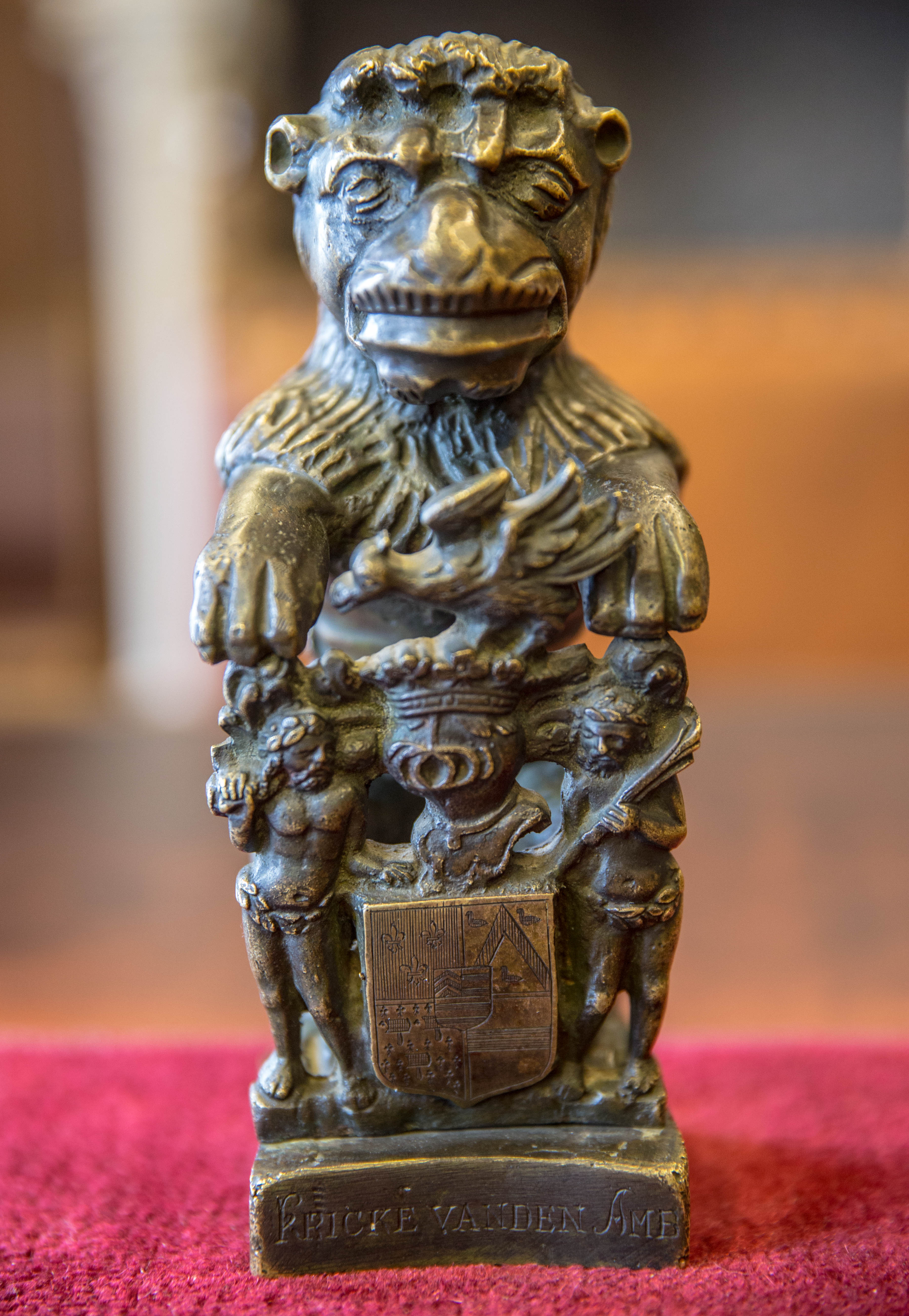
Voorkant van het Beernems Beertje, met wapenschild en een deel van de inscriptie op de sokkel.

Het beeldje is 20,3 cm hoog, 7 cm breed en weegt 4,74 kilogram. Het gaat om een stoer voor zich uitkijkende, zittende beer of leeuw die een wapenschild vasthoudt met zijn voorpoten. Het wapenschild bestaat uit vijf delen: vier kwartieren en een hartschild met 4 dwarsbalken van lazuur op zilver.
Onderaan het beeldje is een ingewerkte schroefdraad voorzien. Vóór de restauratie van het huidige gemeentehuis (1906) was het beeldje op een bout bevestigd op de schoorsteenmantel van het vroegere gemeentesecretariaat.

## Geschiedenis
Op de sokkel van het beeldje staat de volgende inscriptie te lezen: ‘Kricke van den Ambachte ende Heerlichede van den Walsche ende Kercke van Beernem, 1714’. Daardoor is precies bekend hoe oud het beeldje is. Vermoedelijk werd het Beernems Beertje gemaakt in opdracht van die zogenaamde 'kricke', een soort van lokale rechtbank voor kleine rechtspraak (diefstal, geroddel, burenruzies…). Het beertje/leeuwtje stond dan symbool voor de rechterlijke macht.
Volgens een lokale legende was het de gewoonte om een metalen beeldje mee te brengen naar de gemeenteraad. Dat beeldje zou tijdens woelige discussies op of onder tafel gegooid zijn door de burgemeester, teneinde de discussie een halt toe te roepen en de orde te herstellen. Het is echter onwaarschijnlijk dat het beeld op die manier gebruikt werd.
Na de Belgische Omwenteling werden de heerlijkheden afgeschaft als bestuursvorm en kwam het beertje op het Beernemse gemeentehuis terecht. Tijdens de twee wereldoorlogen werd het beeldje uit voorzorg verstopt. Toen men het wou terugplaatsen bleken bout en moer niet meer samen te passen. Hierdoor dachten sommigen dat het aangeboden beeldje een kopie was en niet langer het origineel. Maar wellicht lag de oorzaak bij een beschadigde schroefdraad van de bout.
Het beeldje werd twee keer ontvreemd uit het gemeentehuis. In 1872 kon een raadslid het beertje opnieuw aankopen bij een vriend van een voormalig ambtenaar, waarna hij het terugschonk aan de gemeente. In de jaren '80 van de twintigste eeuw nam een koppel het beertje mee naar huis, in de valse veronderstelling dat het een huwelijksgeschenk van de gemeente betrof.